# Lieselotte Hellmann
Lieselotte Hellmann (* 3. Dezember 1908; † 20. oder 21. Jahrhundert) war eine deutsche Leichtathletin.
Zusammen mit Anneliese Jacke sowie den Zwillingsschwestern Rose und Ilse Drieling, ihren Mannschaftskameradinnen vom SC Magdeburg, gewann sie 1927 die deutsche Meisterschaft über 4-mal 100 Meter und wurde 1926 und 1928 jeweils Vizemeisterin. 1930 kam die Staffel auf Platz 3, wobei anstelle von Jacke Erika Kreplin lief.